# 604
سنة 604 م هي سنة كبيسة، بدأت بيوم الأربعاء. حدث فيها مايلي:

## أحداث
- استمرار الحرب الساسانية-البيزنطية، حيث بدأت عام 602 واستمرت حتى 628م.

## مواليد
- أم كلثوم بنت محمد، بنت النبي محمدﷺ.
- أوزوالد، أحد ملوك أوروبا.
- عائشة بنت ابي بكر

## وفيات
- عتيبة بن الحارث التميمي من فرسان العرب المشهورين قبل الإسلام.
- البابا غريغوريوس الأول.
- الإمبراطور وين.